# P busz (Esztergom)
Az esztergomi P jelzésű autóbusz egy helyi járat, ami a Földműves utca – Kórház – Vasútállomás – Pilisszentlélek útvonalon közlekedik. A viszonylatot a Volánbusz üzemelteti.

## Útvonala
Esztergom Földműves utcájától, vagy kórházától, vagy vasútállomásáról indul. Mindhárom esetben a Dobogókői úton kezdenek el haladni, szinte az egész útjuk során ezen is maradnak. A Pilisszentkereszt felé tartó szakasz sűrűn erdős, a budapestiek kifejezetten kedvelik a Pilis ezen részét. A pilisszentléleki elágazásban a buszok az egykori község felé hajtanak tovább, majd a településrész alsó megállója után a vonal végállomása található. A zsákfaluban játszódik A Mi kis falunk című magyar televíziós sorozat 2017 óta. A 863-as vonalszámú buszok szolgálják ki a helyi P vonalat.

## Közlekedése
Munkanapokon 5 órától 23 óráig, hétvégén 5 órától 22 óráig lehetséges az eljutás.

### Indításai
Esztergomból 3 helyről/-re indulnak és érkeznek szólók:
| Egyik végállomás | Másik végállomás | Indításszám | Közlekedése  |
| ---------------- | ---------------- | ----------- | ------------ |
| Földműves utca   | Pilisszentlélek  | 3 pár       | munkanapokon |
| Kórház           | Pilisszentlélek  | 5 pár       | munkanapokon |
| Kórház           | Pilisszentlélek  | 7 pár       | hétvégén     |
| Vasútállomás     | Pilisszentlélek  | 2 pár       | naponta      |

## Megállóhelyei
A 863-as busz nincs feltüntetve.
| 0                                     | Földműves utca végállomás             | 0  | 0.0 km  | A, B, C, D, E, G, N, T 804, 805, 809, 812, 814, 817, 819, 823, 824, 825, 837, 845, 847, 853, 854                                                                                             |
| Az állomás felé tartók érintik.       |                                       |    |         | |
| 1                                     | Honvédtemető utca                     | 1  | 0.3 km  | A, B, C 805, 837, 845, 847 |
| 2                                     | Klapka tér                            | 2  | 0.7 km  | A, B, C 805, 837, 845, 847 |
| 3                                     | Szent István tér (Bazilika)           | 3  | 1.1 km  | A, B, C 805, 837, 845, 847 |
| A Földműves utca felé tartók érintik. |                                       |    |         | |
| ∫                                     | Dobozi Mihály utca                    | ∫  | ∫       | A, B, C, D, E, G, N, T 804, 805, 809, 812, 814, 817, 819, 823, 824, 825, 837, 845, 847, 853, 854                                                                                             |
| ∫                                     | Béke tér (Bazilika)                   | ∫  | ∫       | C, D, E, G, N, T 803, 804, 805, 808, 809, 812, 814, 817, 819, 823, 824, 825, 837, 845, 847, 853, 854                                                                                         |
| 4                                     | Bajcsy-Zsilinszky utca                | 5  | 1.7 km  | A, B, C, D, G, N, T 803, 804, 805, 808, 809, 812, 814, 817, 819, 823, 824, 825, 837, 845, 847, 853, 854                                                                                      |
| 5                                     | Duna Múzeum                           | 5  | 2.2 km  | B, G, H, N, T 803, 804, 809, 812, 819, 823, 824, 825, 836, 837, 845, 846, 847, 852, 853, 854                                                                                                 |
| 6                                     | Kórház végállomás                     | 6  | 2.5 km  | A, B, G, H, N, T 803, 804, 809, 812, 819, 823, 824, 825, 836, 837, 845, 846, 847, 852, 853, 854, 862                                                                                         |
| 7                                     | Petőfi Sándor utca (belvárosi temető) | 7  | 2.8 km  | A, B, G, H, N, T 803, 804, 809, 812, 819, 823, 824, 825, 836, 837, 845, 846, 847, 852, 853, 854, 862                                                                                         |
| 8                                     | Kálvária út                           | 8  | 3.2 km  | A, B, N 862 |
| 9                                     | Sugár út                              | 9  | 3.7 km  | A, B, N 862 |
| A kórház felé tartók érintik.         |                                       |    |         | |
| ∫                                     | Baross Gábor utca                     | ∫  | ∫       | A, B, C, D, G, H, N, T 803, 804, 805, 809, 812, 819, 823, 824, 825, 836, 837, 845, 846, 847, 852, 853, 854, 862, 863                                                                         |
| 10                                    | Vasútállomás végállomás               | 11 | 4.3 km  | A, B, C, D, E, G, H, N, T, V 223, 1721, 1784, 1853 800, 802, 803, 804, 805, 808, 809, 812, 819, 822, 823, 824, 825, 836, 837, 845, 846, 847, 852, 853, 854, 862, 880 Esztergom > S72 Z72 S74 |
| 11                                    | Galagonyás út (Tesco)                 | 13 | 5.1 km  | A, B 862 |
| 12                                    | Bevásárlóközpontok                    | 14 | 5.4 km  | A, B 862 |
| 13                                    | Dobogókői út                          | 15 | 5.8 km  | A, B 862 |
| 14                                    | Diósvölgyi elágazás                   | 16 | 6.2 km  | A, B 862 |
| 15                                    | Diósvölgyi patak                      | 20 | 8.4 km  | 862 |
| 16                                    | Pilisszentlélek, hármashíd            | 24 | 11.0 km | 862 |
| A város felé tartók érintik.          |                                       |    |         | |
| ∫                                     | Pilisszentléleki elágazás             | ∫  | ∫       | 862 |
| 17                                    | Pilisszentlélek, alsó                 | 30 | 15.1 km | 862 |
| 18                                    | Pilisszentlélek végállomás            | 31 | 15.6 km | 862 |